# Relaciones España-Hungría
Las Relaciones España-Hungría son las relaciones internacionales entre el Reino de España y Hungría. Estados miembros de la Unión Europea (UE), ambos forman parte del espacio Schengen. Son también miembros de la Organización del Tratado del Atlántico Norte (OTAN).

## Historia
Históricamente, Hungría (como parte del Imperio austrohúngaro) y España fueron gobernadas por la Casa de Habsburgo durante varios siglos. Como tal, ambos imperios fueron aliados en varias guerras como en la guerra de los Treinta Años y las guerras habsburgo-otomanas. En octubre de 1918, el Reino de Hungría se independizó después de la disolución de Austria-Hungría. 
Durante la guerra civil española, más de 1,000 voluntarios húngaros lucharon por el bando republicano. Los voluntarios húngaros tenían su propio batallón conocido como Batallón Rakosi. En febrero de 1938 Hungría, dirigida por Miklós Horthy, reconoció oficialmente al gobierno de Francisco Franco.
En 1945, poco después del final de la Segunda Guerra Mundial, España rompió relaciones diplomáticas con Hungría después de que esa nación se convirtiera en un país comunista. En enero de 1977, ambas naciones restablecieron relaciones diplomáticas.
Las relaciones bilaterales entre Hungría y España son buenas a nivel político. No se conoce ningún contencioso entre ambos países. En 2017, ambas naciones celebraron 40 años de relaciones diplomáticas.

## Acuerdos bilaterales
Ambas naciones han firmado varios acuerdos bilaterales como un Tratado de Arreglo Judicial y de Arbitraje (1929); Acuerdo de transporte aéreo (1974); Acuerdo sobre Intercambios Comerciales, Navegación, Transporte y Desarrollo de la Cooperación Económica, Industrial y Técnica (1976); Acuerdo de Cooperación Científica y Técnica (1979); Acuerdo de Cooperación Cultural y Científica (1982); Acuerdo de Cooperación Turística (1982); Acuerdo Consular (1982); Acuerdo para Evitar la Doble Tributación y Prevenir la Evasión Fiscal en Materia de Impuesto sobre la Renta y el Patrimonio (1984); Acuerdo sobre Ejecución Recíproca de Resoluciones Judiciales en Materia Penal (1987); Acuerdo de Reconocimiento Mutuo de Certificados y Títulos Académicos (1989); Acuerdo de la Promoción y Protección Recíproca de Inversiones (1989); y un Tratado de Amistad y Cooperación (1992).

## Misiones diplomáticas
- España tiene una embajada en Budapest.[6]
- Hungría tiene una embajada en Madrid y un consulado-general en Barcelona.[7]

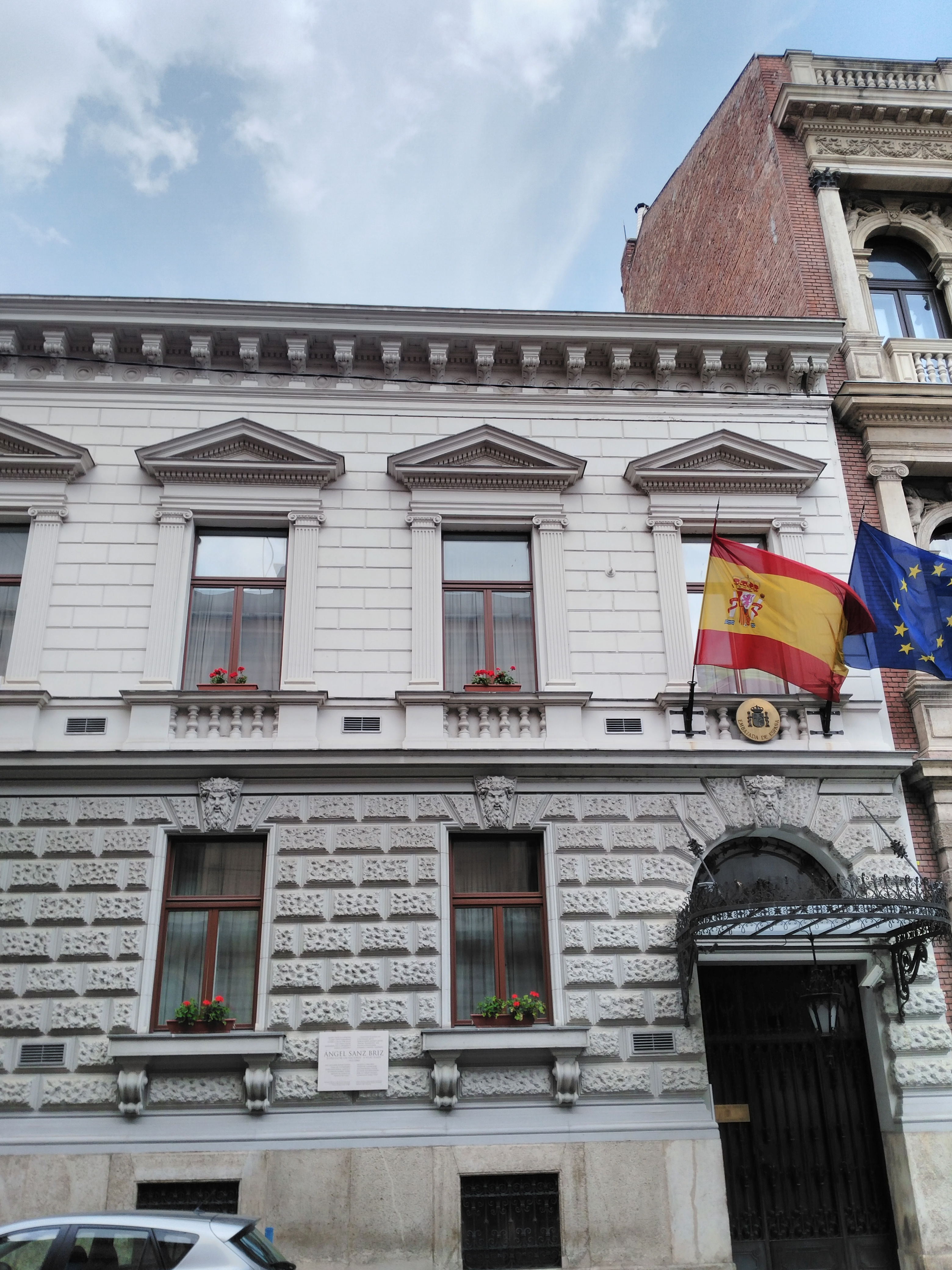
Embajada de España en Budapest.
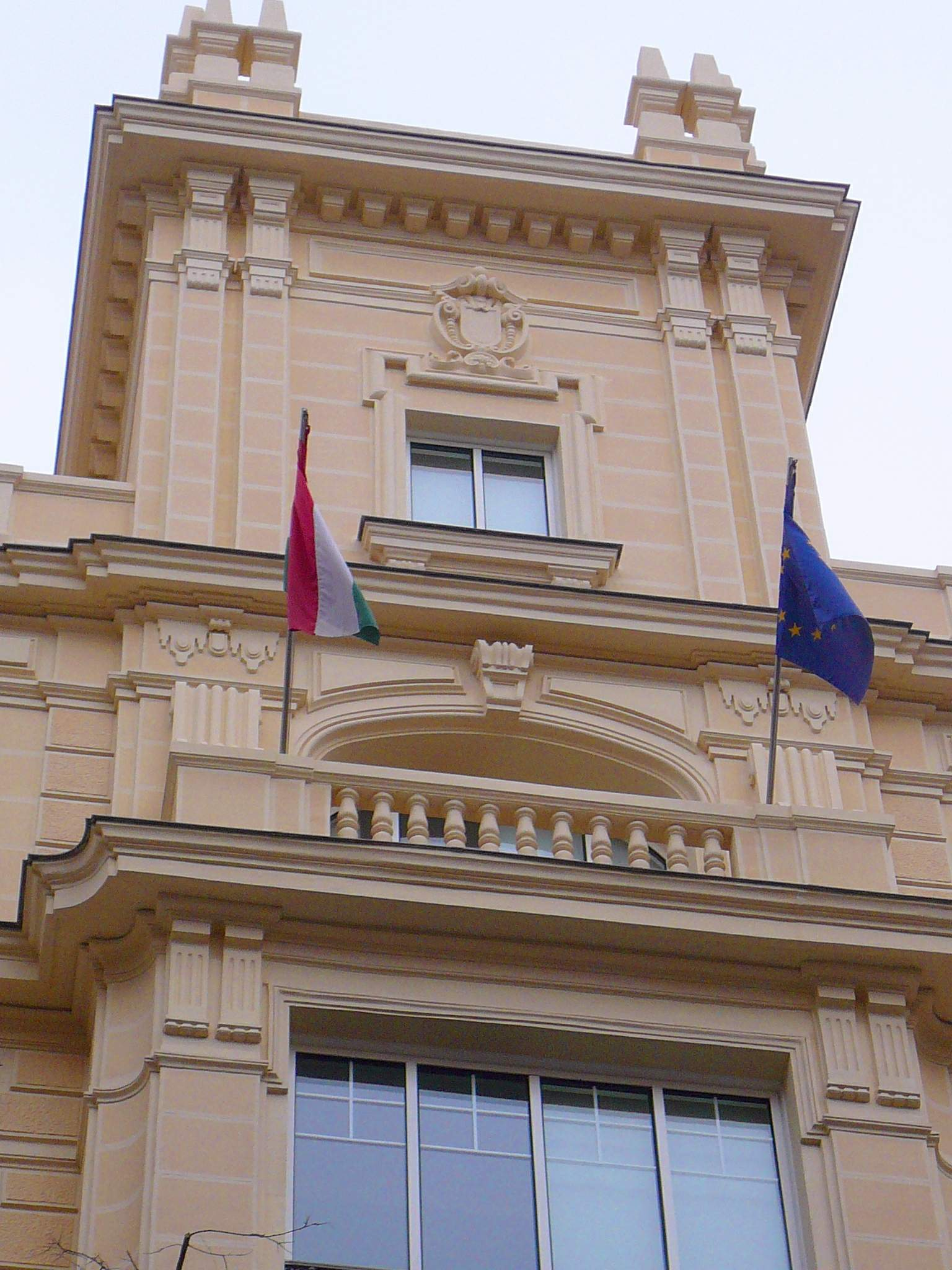
Embajada de Hungría en Madrid.